# Жовнер, Николай Николаевич
Николай Николаевич Жовнер (1926 — декабрь 1942) — юный герой-пионер, партизан разведчик Великой Отечественной войны, погиб в конце декабря 1942 года.

## Биография
Родился в 1926 года в городе Анапе Северо-Кавказского края. В мае 1941 года, перед самым началом Великой Отечественной войны, вступил в комсомол.
Во время Великой Отечественной войны Николай был внесён в списки истребительного батальона № 66 войск НКВД города Анапы, а с началом оккупации территории Анапского района примкнул к партизанскому отряду.
В начале сентября 1942 года в составе группы партизан отряда, которым командовал бывший заместитель начальника анапского порта Коробов, принял участие в неравном бою с фашистами. Ориентируясь на местности партизанам удалось отвлечь врага и выйти из окружения в горы. В ранние утренние часы 5 октября 1942 года шестнадцать партизан вышла в разведку. В этом числе был и Николай Жовнер. На обратном пути отряд наткнулся на кавалерийское подразделение с которым и завязался бой. Немцы не ожидали такой атаки и были растеряны, в результате чего понесли большие потери, а партизаны благополучно возвратились в свой лагерь.
Партизанские вылазки в Натухаевских и Гостагаевских лесах приводили немецко-фашистских солдат и офицеров в негодование. Разрабатывались планы по преследованию и  уничтожению членов партизанских отрядов. В этом немцам огромную помощь оказывали предатели, которые постоянно доносили немцам о дислокации отрядов и их связях с местными жителями.
Утром 19 ноября 1942 года гитлеровцы большими силами развёрнутым фронтом выступили в район расположения отрядов партизан. Завязался неравный бой в горной пересеченной местности. Около тридцати немецких солдат двинулись по дороге. Партизаны заметив это застигли их и открыли прицельный огонь. Первым номером пулемётного расчёта был шестнадцатилетний Николай Жовнер.
В конце декабря 1942 года при переходе линии фронта у села Охонка Коля Жовнер, не выдержав морозной вьюжной погоды в ночные часы, замёрз.
Похоронен юный герой партизан в братской могиле в сквере боевой славы в городе Анапе, у Вечного огня.

## Память
- На месте захоронения партизана Жовнера был установлен монумент с плитами на которых высечены имена погибших в годы войны. Имя Николая Жовнера также можно найти среди перечисленных.
- В документальной книге "Только бы нас помнили живые..." рассказывается о боевых заслугах юного партизана Жовнера.